# Melitonoma libenae
Melitonoma libenae is een keversoort uit de familie bladkevers (Chrysomelidae). De wetenschappelijke naam van de soort werd in 2004 gepubliceerd door Medvedev & Kantner.